# 阿莫拉塔爾區
阿莫拉塔爾區是非洲中部國家烏干達的111個區之一，由北部區負責管轄，首府是阿莫拉塔爾，總面積1,582平方公里，距離利拉約85公里，主要的經濟產業有自給農業、畜牧業和捕魚業，2010年人口估計為123,400。

## 外部連結
- Amolatar District Information Portal

01°38′N 32°50′E / 1.633°N 32.833°E